# Handball-Europameisterschaft 2008/Island
In diesem Artikel wird die isländische Männer-Handballnationalmannschaft bei der Europameisterschaft 2008 in Norwegen behandelt.

## Qualifikation
→ Siehe Handball-Europameisterschaft 2008

## Mannschaft

### Kader
| Nr.                           | Name                          | Verein                        | LS/Tore (vor EM)              | Spiele                        | Tore                          |                               | Zeitstrafen                   |                               |
| Torhüter (% gehaltener Bälle) | Torhüter (% gehaltener Bälle) | Torhüter (% gehaltener Bälle) | Torhüter (% gehaltener Bälle) | Torhüter (% gehaltener Bälle) | Torhüter (% gehaltener Bälle) | Torhüter (% gehaltener Bälle) | Torhüter (% gehaltener Bälle) | Torhüter (% gehaltener Bälle) |
| ----------------------------- | ----------------------------- | ----------------------------- | ----------------------------- | ----------------------------- | ----------------------------- | ----------------------------- | ----------------------------- | ----------------------------- |
| 12                            | Birkir Ívar Guðmundsson       | TuS Nettelstedt-Lübbecke      | 117 / 0                       | 6                             | (27 %)                        | -                             | -                             | -                             |
| 16                            | Hreiðar Guðmundsson           | IK Sävehof                    | 47 / 0                        | 6                             | (33 %)                        | -                             | -                             | -                             |
| Feldspieler                   |                               |                               |                               |                               |                               |                               |                               |                               |
| 2                             | Vignir Svavarsson             | Skjern Håndbold               | 81 / 76                       | 6                             | 8                             | 2                             | 3                             | -                             |
| 3                             | Logi Geirsson                 | TBV Lemgo                     | 53 / 138                      | 6                             | 15 / 1                        | 1                             | -                             | -                             |
| 4                             | Bjarni Fritzson               | Saint Raphaël VHB             | 20 / 18                       | 5                             | 1                             | -                             | 1                             | -                             |
| 5                             | Sigfús Sigurðsson             | Ademar León                   | 130 / 300                     | 5                             | -                             | 2                             | 3                             | -                             |
| 6                             | Ásgeir Örn Hallgrímsson       | GOG Svendborg TGI             | 72 / 104                      | 6                             | 5                             | 3                             | 2                             | -                             |
| 9                             | Guðjón Valur Sigurðsson       | VfL Gummersbach               | 180 / 821                     | 6                             | 34 / 6                        | 1                             | 1                             | -                             |
| 10                            | Snorri Guðjónsson             | GOG Svendborg TGI             | 112 / 356                     | 6                             | 28 / 6                        | 1                             | -                             | -                             |
| 11                            | Ólafur Stefánsson             | BM Ciudad Real                | 254 / 1204                    | 4                             | 19 / 6                        | -                             | -                             | -                             |
| 13                            | Einar Hólmgeirsson            | SG Flensburg-Handewitt        | 57 / 186                      | 5                             | 7                             | 1                             | 2                             | -                             |
| 15                            | Alexander Petersson           | SG Flensburg-Handewitt        | 57 / 226                      | 6                             | 20                            | -                             | 1                             | -                             |
| 17                            | Sverre Andreas Jakobsson      | VfL Gummersbach               | 37 / 12                       | 3                             | -                             | 1                             | 5                             | 1                             |
| 18                            | Róbert Gunnarsson             | VfL Gummersbach               | 107 / 337                     | 6                             | 15                            | 3                             | 3                             | -                             |
| 19                            | Jaliesky García               | Frisch Auf Göppingen          | 42 / 144                      | 2                             | 1                             | -                             | -                             | -                             |
| 25                            | Hannes Jón Jónsson            | Fredericia HK 1990            | 9 / 8                         | 6                             | 4                             | -                             | -                             | -                             |
|                               |                               | Gesamt                        | 1375 / 3930                   | 6                             | 157 / 19                      | 15                            | 21                            | 1                             |
| Trainer/Betreuer              |                               |                               |                               |                               |                               |                               |                               |                               |
|                               | Alfreð Gíslason               | VfL Gummersbach               | Trainer                       |                               |                               |                               |                               |                               |

## Vorrundenspiele (Gruppe D)
In der Vorrunde trifft die isländische Mannschaft auf die Slowakei, Schweden und Frankreich.

### Island 19:24 (9:11) Schweden
(17. Januar, in Trondheim, Trondheim Spektrum)
ISL: Birkir Ívar Guðmundsson, Hreidar Guðmundsson – Ólafur Stefánsson (4/1), Guðjón Valur Sigurðsson (4/2), Logi Geirsson (3), Ásgeir Örn Hallgrímsson (2), Róbert Gunnarsson (2), Snorri Guðjónsson (2/1), Alexander Petersson (1), Einar Hólmgeirsson (1), Hannes Jón Jónsson, Vignir Svavarsson, Sigfús Sigurðsson, Jaliesky García
SWE: Tomas Svensson, Dan Beutler – Kim Andersson (7/2), Dalibor Doder (4), Jonas Källman (3), Jonas Larholm (3/1), Martin Boquist (3), Marcus Ahlm (2), Johan Petersson (1), Jan Lennartsson (1), Oscar Carlén, Robert Arrhenius, Magnus Jernemyr, Henrik Lundström

### Slowakei 22:28 (5:16) Island
(19. Januar, in Trondheim, Trondheim Spektrum)
SVK: Martin Pramuk, Richard Štochl (1) – Radoslav Kozlov (7/5), František Šulc (5), Vlastimil Fuňak (2), Michal Baran (2), Martin Straňovský (2), Csaba Szűcs (1), Peter Dudás (1), Radoslav Antl (1), Andrej Petro, Radovan Pekár, Marek Mikéci, Ján Faith
ISL: Birkir Ívar Guðmundsson, Hreidar Guðmundsson – Guðjón Valur Sigurðsson (7), Alexander Petersson (5), Logi Geirsson (4), Róbert Gunnarsson (4), Ásgeir Örn Hallgrímsson (2), Snorri Guðjónsson (2/1), Hannes Jón Jónsson (1), Vignir Svavarsson (1), Einar Hólmgeirsson (1), Jaliesky García (1), Bjarni Fritzson, Sigfús Sigurðsson

### Frankreich 30:21 (17:8) Island
(20. Januar, in Trondheim, Trondheim Spektrum)
FRA: Daouda Karaboué, Thierry Omeyer – Nikola Karabatić (10/2), Olivier Girault (4), Daniel Narcisse (4), Jérôme Fernandez (3), Luc Abalo (2), Bertrand Gille (2), Didier Dinart (1), Cédric Paty (1), Christophe Kempe (1), Fabrice Guilbert (1), Guillaume Gille (1), Laurent Busselier 
ISL: Birkir Ívar Guðmundsson, Hreidar Guðmundsson – Alexander Petersson (5), Snorri Guðjónsson (4/2), Guðjón Valur Sigurðsson (4), Logi Geirsson (2/1), Einar Hólmgeirsson (2), Róbert Gunnarsson (2), Bjarni Fritzson (1), Vignir Svavarsson (1), Hannes Jón Jónsson, Sverre Andreas Jakobsson, Ásgeir Örn Hallgrímsson, Sigfús Sigurðsson

## Hauptrundenspiele (Gruppe II)
In der Hauptrunde trifft die isländische Mannschaft auf Spanien, Deutschland und Ungarn.

### Deutschland 35:27 (17:12) Island
(22. Januar in Trondheim,  Trondheim Spektrum)
DEU: Henning Fritz, Johannes Bitter – Holger Glandorf (9), Florian Kehrmann (6), Pascal Hens (5), Sebastian Preiß (4), Markus Baur (3/2), Torsten Jansen (2), Andrej Klimovets (2), Christian Zeitz (2), Dominik Klein (2), Lars Kaufmann, Oliver Roggisch, Michael Kraus
ISL: Birkir Ívar Guðmundsson, Hreidar Guðmundsson – Ólafur Stefánsson (8/4), Guðjón Valur Sigurðsson (6), Vignir Svavarsson (4), Alexander Petersson (4), Snorri Guðjónsson (2), Hannes Jón Jónsson (1), Logi Geirsson (1), Einar Hólmgeirsson (1), Bjarni Fritzson, Ásgeir Örn Hallgrímsson, Sigfús Sigurðsson, Róbert Gunnarsson

### Ungarn 28:36 (16:16) Island
(23. Januar in Trondheim,  Trondheim Spektrum)
UNG: Nenad Puljezević, Nándor Fazekas – Tamás Mocsai (6/5), László Nagy (5), Balázs Laluska (4), Tamás Iváncsik (3), Gergő Iváncsik (2/2), Gábor Császár (2), Ferenc Ilyés (2), Nikola Eklemović (1), Szabolcs Zubai (1), Szabolcs Törő (1),  Gyula Gál (1), Gábor Herbert
ISL: Birkir Ívar Guðmundsson, Hreidar Guðmundsson – Snorri Guðjónsson (11/1), Guðjón Valur Sigurðsson (6/2), Ólafur Stefánsson (5/1), Róbert Gunnarsson (5), Alexander Petersson (4), Hannes Jón Jónsson (2), Logi Geirsson (2), Ásgeir Örn Hallgrímsson (1), Bjarni Fritzson, Sverre Andreas Jakobsson, Vignir Svavarsson, Sigfús Sigurðsson

### Spanien 33:26 (18:15) Island
(24. Januar in Trondheim,  Trondheim Spektrum)
SPA: José Javier Hombrados, José Manuel Sierra – Juan García (9/5), Carlos Ruesga (4), Julen Aguinagalde (4), Roberto García (3), Ion Belaustegui (3), Raúl Entrerríos (3), Alberto Entrerríos (2), Rubén Garabaya (2), José María Rodríguez (2), Albert Rocas (1), Asier Antonio, Iker Romero
ISL: Birkir Ívar Guðmundsson, Hreidar Guðmundsson – Guðjón Valur Sigurðsson (7/2), Snorri Guðjónsson (7/1), Logi Geirsson (3), Vignir Svavarsson (2), Ólafur Stefánsson (2), Einar Hólmgeirsson (2), Róbert Gunnarsson (2), Alexander Petersson (1), Hannes Jón Jónsson, Bjarni Fritzson, Sverre Andreas Jakobsson, Ásgeir Örn Hallgrímsson